# Shadowrun
Shadowrun es un juego de rol creado por Nicolas Milani, Paul Hume y Tom Dowd y publicado por primera vez por la editorial estadounidense FASA Corporation en 1989. Dejó de ser editado en 2001, cuando FASA fue vendida a WizKids.
La primera edición en lengua española fue realizada y publicada por la hoy en día desaparecida editorial barcelonesa Diseños Orbitales en 1993 a partir de la segunda edición original en inglés (1992). Ediciones Zinco (también hoy en día desaparecida) tradujo y publicó a su vez, en 1994, una versión corregida de la segunda edición. La actual edición en español es una traducción de la tercera edición original en inglés, publicada por la editorial que actualmente posee la licencia de traducción en español del juego: La Factoría de Ideas. La edición original en inglés más reciente es la quinta, que actualiza tanto las reglas como el universo de juego, pero ninguna editorial la ha traducido todavía al castellano. En lengua española la edición más reciente disponible es, pues, la tercera.
Shadowrun ha sido además adaptado a videojuegos de las plataformas Super Nintendo, Sega Megadrive y PC. Los tres videojuegos están ambientados en el universo del juego de rol creado por FASA. También existen unas miniaturas (Clix) que juntas forman un juego de tablero de estrategia y escaramuzas.

## Universo de juego

### Ambientación
Shadowrun es un juego de rol que fusiona ciberpunk con la fantasía. Es un mundo ambientado en un futuro próximo: el universo experimenta el regreso de la magia al mundo, obligando a sus habitantes a navegar un entorno donde la avanzada tecnología y antiguas creencias chamanísticas o herméticas coexisten, los habitantes de este se ven forzados a combinar las maravillas y peligros de la tecnología (como el ciberespacio, las omnipresentes redes de computadoras, la ingeniería genética y la mezcla de hombre y máquina llamada ciberware) con las creencias propias del chamanismo o las enseñanzas mágicas herméticas.
Shadowrun toma como origen la mitad de la última década de nuestro siglo XX. A partir de ahí desarrolla un intenso cambio de ficción, disociándose de la realidad y tomando una serie de cambios políticos, sociales y fantásticos, que hacen que en el momento «actual» del juego (aquel en que transcurren la mayoría de los hechos que protagonizan los personajes), el mundo se haya convertido en un lugar en que las corporaciones tienen más poder que los gobiernos, la magia haya reaparecido en el mundo, y parte de los hombres y los animales han acabado transformándose, dando lugar a la aparición de diferentes razas y seres fantásticos.

### Razas
En este juego los personajes pueden ser de cinco razas distintas: humano, trol, elfo, orco o enano. A los miembros de las últimas cuatro razas se los llama metahumanos, al igual que a ciertas variantes de éstos (metavariantes) como los gnomos, gigantes y minotauros.
Los metahumanos son el efecto de un fenómeno llamado «Expresión Genética Inexplicada», o UGE en inglés.
Además, un virus llamado Virus Humano Meta-humano Vampírico o HMHVV en inglés, produce otras variaciones, como trasgos, vampiros, nosferatus y wendigos, entre otros. Estas variaciones pierden toda su humanidad, y a veces su capacidad de pensamiento racional.

### Historia
Dos hechos importantes dan origen al universo de Shadowrun. Primero, entre los años 1999 y 2001 se aprueba una serie de leyes que otorga a las compañías multinacionales atribuciones similares a las de los gobiernos contemporáneos como la formación de ejércitos privados y la extraterritorialidad de éstas (las megacorporaciones creaban sus propias leyes y se les permitía ejercer la fuerza en las áreas de su propiedad), lo cual da pie a una guerra entre megacorporaciones por el poder sobre las demás. Sumado a esto, en 2011 se produce el resurgimiento de la magia (llamado el Despertar) junto con nacimientos de humanos con apariencia arquetípica de razas fantásticas (Elfos, Enanos), además de la mutación repentina de un porcentaje de seres humanos en 2021 (troles, orcos) originándose los meta-humanos, etiqueta usada para distinguirlos de los humanos no-mutados, avistamiento de criaturas de leyenda como dragones, tormentas de maná que arrasaron con gran parte de Europa, etc. Todo esto acompañado por una epidemia de VITAS (Síndrome de Alergia Tóxica Virológicamente Inducida) que diezma a la población mundial. Las poderosas corporaciones usan sus recursos para despojar a las naciones indias supervivientes de sus terrenos, y éstas se levantan en guerra, empleando para ello poderosa magia ritual (algo nunca visto, pero que funcionó). Esto viene acompañado de la disgregación de muchos de los estados de Estados Unidos que se separan y reforman en nuevos países, entre ellos las diferentes Naciones Americanas Nativas. Esto deja a los gobiernos debilitados, y éstos privatizan los cuerpos de policía, otorgándole poder a las corporaciones en las superpotencias. En 2021 se produce el Cambio, cuando humanos por todo el mundo se transforman en orcos o troles. Es en 2029 cuando se produce el Crash de los ordenadores (producido por un complejo y casi imparable virus informático), los cuales provocan una intensa y acelerada investigación de los sistemas de manejo de información, las Euro-Guerras, donde Europa del oeste soporto un ataque de la Rusia neo-comunista primero y de la coalición árabe después. Con la llegada de los '50 se producen multitud de eventos, pero destaca en el 2057 la muerte del Presidente de EUCA, el Gran Dragón Dunkelzahn, cuyo testamento lanza al mundo hacia un caos que sólo se asentará un poco en 2060 con la desaparición de la segunda corporación más grande del mundo (Fuchi) y el surgimiento en su lugar de otras tres que ocuparán su lugar (Novatech, Cross Applied Technologies y Wuxing). Finalmente, en 2061 se acerca el cometa Halley, lo cual trae de nuevo caos al mundo y un brote de magia que, entre otros efectos, produce a los Changeling (humanos mutados que no llegan a formar sus propias razas sino que tienen sólo pequeños cambios, como agallas o pieles coriáceas). En 2063 el proyecto de la Unión Europea se vuelve a poner en marcha, después de haberse hundido y paralizado en varias ocasiones a lo largo de la historia. Lamentablemente, en 2064 se produce un nuevo Crash de la Matriz, que lleva a la generación de un nuevo entorno virtual (la realidad aumentada) que pasa a superponerse al mundo real en todas sus facetas y lugares.
El año actual del juego (quinta edición) es el año 2077.

### Las corporaciones
Son inmunes a las leyes de los gobiernos, sólo son reguladas por la Corte Corporativa, una asamblea formada por las diez corporaciones más grandes del momento:
- Ares Macrotech
- Aztechnology
- Cross Applied Technologies
- Mitsuhama Computer Technologies
- Novatech
- Renraku Computer Systems
- Saeder-Krupp Schwerindustriegesellschaft
- Shiawase Corporation
- Yamatetsu Corp
- Wuxing Inc.

Estas corporaciones y multitudes más pelean por retener y aumentar su poder y control sobre los recursos y la tecnología punta. Estas peleas toman la forma de trucos diplomáticos y similares, hasta la destrucción de recursos, sabotaje de operaciones y asesinatos del personal más importante. Esas operaciones son llevadas a cabo por los Shadowrunners: gente proveniente de los bajos fondos de la sociedad, que carece del SIN (Número de Identificación del Sistema), lo que los hace invisibles para el sistema. Al ser contratados fuera de las leyes corporativas, sus empleadores pueden desentenderse de ellos en caso de captura. Éste es el rol que suelen ocupar los jugadores.
Como nota, cabe señalar que las corporaciones anteriores son las de la tercera edición, habiendo cambiado varias de ellas con el paso a la Cuarta. Sin embargo, como en español la última edición es la Tercera, es más natural dejar las corporaciones de esa misma.

### Tecnología
Pese al colapso de los ordenadores, los avances tecnológicos se dan en todos los campos, pero los más llamativos son los que consisten en el cambio del cuerpo humano por reemplazos cibernéticos que lo potencien o aporten nuevas posibilidades (como la visión termográfica), o la introducción de nanotecnología tanto en el mundo como en la sangre humana. Son destacables también los desarrollos tecnológicos que permiten que un ser humano se conecte directamente con los vehículos para pilotarlos con sus cerebros, consiguiendo proezas nunca vistas con anterioridad. La vida normal también se ha modernizado, con la introducción en las casas y demás de todo lo referente a la tecnología informática, que permite proezas y cambios en la forma de interactuar los individuos con el mundo que los rodea.

### La matriz
Éste es el nuevo sistema creado después del crash de 2029 que hundió el Internet actual, al que el usuario se conecta mediante el empleo de ciberterminales. Para esto, la persona puede emplear el ordenador bien con teclados, guantes y gafas virtuales, o conectando su cerebro al mismo. La Matriz es una realidad por sí misma, cuya apariencia puede tomar el aspecto que quiera según cada Nodo (servidor). Los demás usuarios y los programas toman también apariencias dispares según sus propios iconos.
Éste es uno de los puntos donde más se nota la influencia de las novelas de William Gibson en el juego. Los hackers de la Matriz son o bien los deckers (expertos en el uso del cyberdeck, dispositivo usado para acceder a la Matriz), o los Otaku (misteriosos niños capaces de hackear la Matriz sin necesidad de ordenadores, simplemente conectando directamente sus cerebros).
La cuarta edición añadió una nueva Matriz a raíz del Segundo Crash de 2064, en forma de una red de ordenadores conectados mundialmente que se llama la Realidad Aumentada. Esto consiste en que una enorme cantidad de información es directamente transmitida desde el ordenador personal de cada persona (todo el mundo lleva uno, parecido a un antiguo walkman en tamaño) y cuyo interfaz se proyecta directamente sobre las gafas de la persona (o ciberojos). De este modo, la realidad del mundo virtual directamente se combina con el mundo real de infinidad de maneras (publicidad, información, seguimientos personalizados...). Parejo a esto, los antiguos deckers han pasado a llamarse hackers y engloban también a los antiguos ciberpilotos, mientras que los antiguos otaku pasan a ser llamados tecnomantes.

### La magia
El resurgimiento de la magia ofrece al mundo nuevas posibilidades y un universo completamente nuevo para explorar. Tanto humanos como metahumanos comienzan a experimentar con este nuevo poder siendo los chamanes de las tribus alrededor del mundo los primeros en manejarlo. A través de su tótem o espíritu guía, son los primeros humanos/metahumanos en poder manejar el maná, convocar espíritus, entrar al «plano astral» (una especie de equivalente de la Matriz pero para los humanos mágicamente activos, también conocidos como Despertados), etc.
Obviamente, aquellos humanos/metahumanos no relacionados con tribus o creencias de ningún tipo también intentaron manejar estas energías, entendiéndolas como fuerzas manejables por medio de rituales, gesticulaciones u otros medios más tradicionales. Estos Magos siguen una senda llamada «hermética» y dedican prácticamente su vida entera al estudio de estas fuerzas, ya sea para entenderlas todas o para especializarse en algún aspecto en particular. De este último grupo se desprende el último arquetipo mágico, el de aquellos humanos/metahumanos que emplean la magia para potenciar sus propias habilidades innatas. Los Adeptos son aquellas personas que han decidido volver la magia hacia su interior, y en lugar de realizar conjuros lo que tienen es una serie de poderes que les dan beneficios en numerosos campos (combate, social, atletismo...)
Sin embargo, la magia no es dominio exclusivo de los seres humanos. Muchas criaturas han sido afectadas también por el renacimiento de la magia lo cual les ha otorgado habilidades y poderes sobrenaturales. Al mismo tiempo, muchas criaturas relacionadas con el folclore de civilizaciones alrededor del mundo han reaparecido para ocupar cada lugar del mundo. Especialmente importantes entre éstas son los Dragones, que en gran medida controlan grandes partes del mundo gracias a su inteligencia sobrehumana.

## Sistema de juego de la tercera edición
El sistema de juego de la tercera edición de Shadowrun sólo usa dados de 6 caras. Está basado en habilidades, no en clases, aunque el manual presenta varios arquetipos como muestra de lo que se puede tener.
Todo situación en el juego que se defina por dados se hace primero dándole una dificultad de entre 3 (rutinarias y simples) y pocas veces más de 12 (casi-imposibles) a la tirada, luego tirando una cantidad de dados igual a la puntuación que el personaje tenga en la/s habilidad/es. Cada dado que iguale o supere la dificultad es un éxito, si en una tirada solo hay 1 y ningún éxito, se considera fracaso. los 1 no cancelan éxitos. Ciertas acciones muy difíciles pueden exigir más de un éxito. Un 6 en un dado permite volver a tirar el dado y sumar el número, pudiendo superar un 6.
Dentro de los detractores del juego la queja más común es que los personajes se especializan en una acción y son inútiles en lo demás. En realidad tanto la creación como crecimiento del PJ son completamente libres, y suelen mejorar en otros campos ya que resulta más caro mejorar una habilidad en 5 o 6 que una en 1 o 2.

### Creación de personajes de la tercera edición
En la creación el jugador debe dar una prioridad de A a E a estos parámetros: Razas, Atributos, Habilidades, Recursos y Magia.
- En el espacio «Razas» de la hoja de personaje se indica la raza (término que aquí se refiere en realidad al rango de especie) a la que pertenece el personaje. Este puede ser un humano,  un enano, un orco, un elfo o un trol.
- «Atributos» y «Habilidades» son los atributos físicos y mentales (Fuerza, Destreza/Agilidad-Reacción, Inteligencia/Lógica-Intuición, etc.) y las capacidades como armas de fuego, hacking, influenciar, esquivar, y casi cualquier habilidad equivalente a una habilidad del mundo real.
- «Recursos» representa los recursos abstractos del personaje, mediante los cuales puede obtener objetos, como armas e implantes, pero también cosas que no se consiguen con dinero y valores abstractos, como contactos y un estilo de vida.
- «Magia» representa las capacidades en este campo, solo se puede colocar A o B, quienes no colocan ninguno no han despertado y carecen de magia en su persona.

Existe un sistema de creación alternativo, presentado en la Guía de Shadowrun que se basa en el uso de puntos (y que se convierte además en el único sistema posible de la cuarta edición). Cada personaje tiene una serie de puntos que distribuye como desea entre las diversas categorías anteriores, con arreglo a unos costes. Introduce además la posibilidad de añadirle al personaje méritos y defectos específicos, que son ventajas únicas que dan opciones o bonos o penalizadores en determinadas situaciones; los méritos son beneficiosos y cuestan puntos (por ejemplo, tener amigos en las altas esferas) y los defectos son negativos y dan puntos (por ejemplo ser adicto a alguna sustancia).

### Karma
A medida que se juega se obtiene karma, similar a la experiencia de otros sistemas. Normalmente se adhiere al Buen Karma, usado para mejorar los rasgos, cada 10, o 20 en los metahumanos, uno se adhiere a la Reserva de Karma, que permite al jugador volver a tirar un dado, disminuir dificultades e incluso sobrevivir a experiencias mortales.

## Ediciones
Shadowrun cuenta actualmente con cinco ediciones publicadas (de las cuales sólo de la primera a la tercera llegaron al mercado español), habiendo sido anunciada por Catalyst Game Labs una sexta edición que será publicada a lo largo de la segunda mitad de 2019.

## Libros publicados en español

### Libros de reglas y suplementos
- Segunda edición (Diseños Orbitales, 1993)
  - Shadowrun, segunda edición[2]
  - Shadowrun, pantalla para el árbitro
  - Metavirus/ADN
  - Mercurial
  - Chip soñador
  - Catálogo del samurái urbano
- Segunda edición corregida (Ediciones Zinco,  1994)
  - Shadowrun, segunda edición corregida[3]
  - Shadowrun, pantalla para el árbitro, segunda edición[4]
  - Shadowtech[5]
  - Catálogo del samurái callejero[6]
  - El grimorio
  - Animales paranormales de Europa
  - ZDM, Zona densamente militarizada
- Tercera edición (La Factoría de Ideas, 2001)
  - Shadowrun, tercera edición[7]
  - La Matriz
  - Magia en las sombras
  - Gran calibre
  - Guía de Shadowrun
  - Realidades virtuales

### Libros de consulta
- El Colapso de la Arcología Renraku (La Factoría de Ideas)

## Módulos

### Segunda edición
- DNA/DOA (Ediciones Zinco)

### Tercera edición
- Primera incursión (La Factoría de Ideas)
- Arlequín (La Factoría de Ideas)